# Daniel Skerl
Daniel Skerl (Trieste, 21 maart 2003) is een Italiaans wielrenner die anno 2025 rijdt bij Bahrain Victorious.

## Carrière
Skerl begon op 10-jarige leeftijd met veldrijden, zes jaar later maakte hij de keuze volledig over te stappen naar het wegwielrennen. De amateurploeg waar hij bij reed was de Wielerclub van Pordenone. In 2022 ging hij rijden bij Cycling Team Friuli ASD, de opleidingsploeg van Bahrain Victorious. In 2023 zegevierde hij al snel in de Ronde van de Elzas. In een sprint om deze zege versloeg hij de Belg Vlad Van Mechelen en de Nederlander Alexander Konijn. Niet veel later liet Skerl wederom zijn sprintkwaliteiten zien door de eerste etappe van de Ronde van Szeklerland op zijn naam te schrijven. In deze Roemeense meerdaagse etappewedstrijd versloeg hij zijn landgenoten Alberto Bruttomesso en Simone Buda. Skerl kende in 2024 een sterke start van het seizoen, zo won hij onder meer La Popolarissima. Eind mei won hij de tweede etappe in de Ronde van de Oise. In de vierde etappe werd hij nog tweede, net als in het eind- en puntenklassement. Skerl schreef wel het jongerenklassement op zijn naam. Vanaf augustus 2024 mocht hij stage rijden bij Bahrain Victorious waar hij per 2025 een vast contract kreeg voor twee seizoenen. Samen met Roman Ermakov, Žak Eržen, Max van der Meulen en Oliver Stockwell werd hij overgeheveld naar de hoofdmacht.

## Overwinningen
2023
2e etappe Ronde van de Elzas
1e etappe Ronde van Szeklerland
2024
La Popolarissima
2e etappe Ronde van de Oise
Jongerenklassement Ronde van de Oise

## Resultaten in voornaamste wedstrijden
|      | \| Jaar \| Parijs-Roubaix \| \| ---- \| -------------- \| \| 2025 \| 114e \| |
| Jaar | Parijs-Roubaix                                                               |
| 2025 | 114e                                                                         |

## Ploegen
- 2022 –  Cycling Team Friuli ASD
- 2023 –  Cycling Team Friuli ASD
- 2024 –  CTF Victorious (tot en met 31-07)
- 2024 –  Bahrain Victorious (vanaf 01/08)
- 2025 –  Bahrain Victorious

Arashiro · Arndt · Bauhaus · Bilbao · Bruttomesso · Buitrago · Buratti · Caruso · Govekar · Gradek · Haig · Kepplinger · Madan · Miholjević · Mohorič · Pasqualon · Pickering · Poels · Price-Pejtersen · Rajović · Scott · Stannard (vanaf 19/8) · Sütterlin · Tiberi · Træen · Tu · Wiśniowski (vanaf 1/3) · Wright · Zambanini · Skerl (stagiair) · van der Meulen (stagiair) · Van Mechelen (stagiair)
Arndt · Bauhaus · Bilbao · Bruttomesso · Buitrago · Buratti · Caruso · Ermakov · Eržen · Eulálio · Govekar · Gradek · Haig · Kepplinger · Martinez · Miholjević · Mohorič · Paasschens · Pasqualon · Pickering · Skerl · Stannard · Stockwell · Tiberi · Træen · Tu · van der Meulen · Van Mechelen · Wright · Zambanini